# Galachrysis armata
Galachrysis armata är en fjärilsart som beskrevs av László Anthony Gozmány. Galachrysis armata ingår i släktet Galachrysis och familjen äkta malar. Inga underarter finns listade i Catalogue of Life.